# McLeod Glacier (glaciär i Antarktis, lat -60,72, long -45,63)
McLeod Glacier är en glaciär i Antarktis. Den ligger i Sydorkneyöarna. Argentina och Storbritannien gör anspråk på området. McLeod Glacier ligger 14 meter över havet. Den ligger på ön Signy.
Terrängen runt McLeod Glacier är varierad. Trakten är obefolkad. Det finns inga samhällen i närheten. 